# Ioan Sauca
Le révérend Ioan Sauca (né le 10 avril 1956) est un prêtre orthodoxe roumain, secrétaire général par intérim du Conseil œcuménique des Églises (COE) de 2020 à 2022. 

## Biographie
Ioan Sauca est né à Valea Mare, dans le comté de Caraș-Severin. Diplômé en 1976 du séminaire de Caransebeș, il poursuit ses études à la faculté de théologie de Sibiu (1981) et à la faculté de théologie orthodoxe de l'université de Bucarest (1981-1984). 
Prêtre doyen de l'Église orthodoxe en Roumanie communiste, il fréquente la Graduate School de l'Institut œcuménique de Bossey en 1984-1985 puis l'université de Birmingham (1984-1987), où il obtient son doctorat de théologie en 1987 avec une thèse en anglais portant sur « Les implications missionnaires de l'ecclésiologie orthodoxe orientale »,,.
Ioan Sauca enseigne à l'Institut théologique de Sibiu à partir de 1984 comme assistant puis comme maître de conférences (1988-1990) dans les départements de Mission et Œcuménisme et d'Orientation missionnaire. Il est ordonné diacre en 1988 et prêtre en 1989. Il est ensuite nommé chef du Département de la presse et de la communication de l'Église orthodoxe roumaine (1990-1994).
En 1994, il est nommé sur concours secrétaire exécutif pour les études orthodoxes et les relations missionnaires au Conseil œcuménique des Églises, à Genève, où il travaille jusqu'en 1998. Il devient ensuite professeur à l'Institut œcuménique de Bossey, rattaché à l'université de Genève (1998-2001), et est élu directeur de l'Institut en 2001. En janvier 2017, il est nommé secrétaire général adjoint du Conseil œcuménique des Églises, tout en poursuivant son travail de professeur et de directeur de l'Institut œcuménique de Bossey,.
Il prend les fonctions de secrétaire général par intérim du Conseil œcuménique des Églises le 1er avril 2020 à la suite de la démission du révérend Olav Fykse Tveit. Il occupe le poste jusqu'au 31 décembre 2022.
Le 2 mars 2022, Ioan Sauca publie une lettre ouverte au patriarche Cyrille de Moscou, disant qu'il avait reçu de nombreuses lettres lui demandant « d'approcher le patriarche Cyrille pour servir de médiateur afin que la guerre puisse être arrêtée et que les souffrances cessent ». Faisant référence à l'invasion russe de l'Ukraine en 2022, Sauca poursuit : « S'il vous plaît, élevez la voix et parlez au nom des frères et sœurs qui souffrent, dont la plupart sont également des membres fidèles de notre Église orthodoxe ».
Ioan Sauca a fait le bilan de son activité à Genève (1994-2022) lors d’une rencontre à l’Université de Fribourg le 23 février 2023, à l’invitation de la directrice de l’Institut œcuménique de cette université. Un hommage lui est rendu, il est dit « œcuméniste corps et âme ». S’exprimant sur l’unité de l’Église, il dit :

« L’appel à l’unité n’est pas une option ; c’est un commandement et une vocation. Le Christ y aspire profondément, elle est au cœur de l’Évangile. Que cela nous plaise ou non. L’unité n’est pas une vision impérialiste antique ; elle n’exprime pas le désir arrogant d’unifier le monde par la force, mais une aspiration spirituelle à rassembler la Création et le peuple de Dieu dans l’harmonie et la koinonia. Malgré toutes les différences, unité et koinonia peuvent être renforcées par le fait de cheminer [syn-odos] et de servir [diaconia] ensemble. »

## Publications
Ioan Sauca a publié dans cinq langues différentes, notamment :
- (en) Ioan Sauca et World Council of Churches. Programme Unit II., Orthodoxy and cultures : inter-orthodox consultation on gospels and cultures, Addis Ababa, Ethiopia 19-27 January, 1996 [Conference papers], Geneva, WCC, 1996, 186 p.

- « La signification des gestes liturgiques dans l’Église orthodoxe », in Vie et Liturgie. Revue protestante de recherche liturgique et de spiritualité, 2000 (40)
- « Eschatologie et société aujourd'hui : questions et perspectives. Une approche orthodoxe », in Irenikon, 2000 (3-4), p. 359–373
- « Église locale », in Dictionnaire œcuménique de missiologie, Cents mots pour la mission, éd. par Ion Bria et al., Cerf, Labor et Fides, Clé, Paris/Genève/Yaoundé, 2001
- (ro) « Vocatia ecumenica et Ortodoxiei », in Dumitru Abrudan (editor), Parintele Dumitru Staniloae, teolog al iubirii, 1903-2003, Ed. Universitatii Lucian Blaga, Sibiu, 2004, pp.39-50